# Copa Mundial de Fútbol Sub-17 de 2019
La XVIII Copa Mundial de Fútbol Sub-17 se llevó a cabo del 26 de octubre al 17 de noviembre de 2019 en Brasil con jugadores nacidos a partir del 1 de enero de 2002. Brasil acogió el torneo después de la designación de la sede por parte de la FIFA el 15 de marzo de 2019.
El campeón del torneo fue la selección brasileña, que logró su cuarto título en esta categoría al derrotar a la selección de México en la final por 2:1.
Inglaterra no pudo defender su título debido a que no avanzó en las rondas clasificatorias de la UEFA.

## Elección del país anfitrión
El proceso de licitación para anunciar su interés de organizar el torneo inició el 7 de julio de 2017 y concluyó el 18 de agosto, y se tuvo hasta el 1 de noviembre para confirmar su candidatura. Los candidatos podían optar para organizar tanto la Copa Mundial de Fútbol Sub-17 de 2019 como la Copa Mundial Sub-20 del mismo año. El Consejo de la FIFA designó a los dos países organizadores (uno del Mundial Sub-20 y otro del Mundial Sub-17) siendo Perú sede de la Copa Mundial Sub-17 y Polonia sede de la Copa Mundial Sub-20.
- Ruanda retirado: el 8 de marzo de 2018, Ruanda retiró su candidatura para organizar el torneo debido a los aspectos logísticos que requería la competición.[4]

- Perú designación retirada.[5]

Inicialmente el torneo se debía desarrollar en Perú, sin embargo, en un comunicado de la Federación Peruana de Fútbol anuncia la suspensión el nombramiento de Perú como sede por no "lograr la totalidad de requisitos solicitados por FIFA". La FIFA retiró del país la sede del torneo por no garantizar la exoneración de impuestos que exigía el organismo internacional en favor de las delegaciones participantes. Con el retiro de Perú, el comité organizador buscó una nueva sede en Sudamérica.
- Brasil.[10]

El Consejo de la FIFA nombró al nuevo país anfitrión el 15 de marzo de 2019. Brasil manifestó su intención de organizarla y el Consejo de la FIFA lo confirmó como sede.

## Organización

### Sedes
La Confederación Brasileña de Fútbol y la FIFA pretendían que el torneo se llevara a cabo en una sola región del país, y privilegiar estadios en regiones más alejadas del centro económico Río-São Paulo. Las ciudades que expresaron formalmente su interés en acoger el evento fueron Brasilia, Cuiabá, Manaus, Natal y Recife. El 3 de junio de 2019, durante el Congreso de la FIFA en París, el Comité Organizador anunció que las ciudades anfitrionas de la competencia serán Gama, Goiânia y Cariacica.
Las ciudades fueron elegidas con la exigencia de la CBF de que la competencia no entorpeciese con el normal desarrollo del Campeonato Brasileño de fútbol. Con esto, los estadios seleccionados fueron el Estadio Kléber Andrade, el Estadio Walmir Campelo Bezerra, el Estadio Hailé Pinheiro y el Estadio Olímpico Pedro Ludovico Teixeira.
| Brasil                 | Brasil                 | Brasil                 |
| Gama Goiânia Cariacica | Goiânia                | Goiânia                |
| ---------------------- | ---------------------- | ---------------------- |
| Gama Goiânia Cariacica | Estadio Hailé Pinheiro | Estadio Pedro Ludovico |
| Gama Goiânia Cariacica | Capacidad: 9900        | Capacidad: 13 500      |
| Gama Goiânia Cariacica |                        |                        |
| Gama Goiânia Cariacica | Gama                   | Cariacica              |
| Gama Goiânia Cariacica | Estadio Bezerrão       | Estadio Kléber Andrade |
| Gama Goiânia Cariacica | Capacidad: 20 310      | Capacidad: 21 000      |
| Gama Goiânia Cariacica |                        |                        |

## Árbitros
| Confederación | Árbitro             | Asistentes                                | Asistentes por vídeo | Árbitro de apoyo               |
| ------------- | ------------------- | ----------------------------------------- | --- | ------------------------------ |
| AFC           | Khamis Al-Marri     | Mohammad Dharman Ramzam Al-Naemi          | Yaqoub Al-Hammadi Abdulla Al-Marri Hiroyuki Kimura                                                                                        | Ho Hyung-jin                   |
| AFC           | Christopher Beath   | Anton Shchetinin Ashley Beecham           | Yaqoub Al-Hammadi Abdulla Al-Marri Hiroyuki Kimura                                                                                        | Ho Hyung-jin                   |
| AFC           | Ma Ning             | Xiang Shi Yi Cao                          | Yaqoub Al-Hammadi Abdulla Al-Marri Hiroyuki Kimura                                                                                        | Ho Hyung-jin                   |
| CAF           | Víctor Gomes        | Souru Phatsoane Lionel Andrianantensoms   | | Peter Waweru                   |
| CAF           | Rédouane Jiyed      | Lahcen Azgaou Mustaph Akerkad             | | Peter Waweru                   |
| CAF           | Amin Omar           | Attia Amsaeed Abdallah Ibrahim            | | Peter Waweru                   |
| Concacaf      | Iván Barton         | David Morán Zachari Zeegelaar             | Quetzalli Alvarado Drew Fischer Armando Villarreal                                                                                        | Juan Gabriel Calderón          |
| Concacaf      | Mario Escobar       | Humberto Panjoj Nicholas Andersson        | Quetzalli Alvarado Drew Fischer Armando Villarreal                                                                                        | Juan Gabriel Calderón          |
| Concacaf      | Adonai Escobedo     | William Arrieta Michael Barwegen          | Quetzalli Alvarado Drew Fischer Armando Villarreal                                                                                        | Juan Gabriel Calderón          |
| Conmebol      | Mario Díaz de Vivar | Milcíades Saldívar Roberto Cañete         | Germán Delfino Nicolás Gallo Piero Maza Bráulio Machado                                                                                   | Edina Batista Alves Ivo Méndez |
| Conmebol      | Guillermo Guerrero  | Juan Carlos Macías Ricardo Baren          | Germán Delfino Nicolás Gallo Piero Maza Bráulio Machado                                                                                   | Edina Batista Alves Ivo Méndez |
| Conmebol      | Diego Haro          | Víctor Raéz Michael Orué                  | Germán Delfino Nicolás Gallo Piero Maza Bráulio Machado                                                                                   | Edina Batista Alves Ivo Méndez |
| Conmebol      | Andrés Rojas        | Dionisio Ruiz John León                   | Germán Delfino Nicolás Gallo Piero Maza Bráulio Machado                                                                                   | Edina Batista Alves Ivo Méndez |
| Conmebol      | Claudia Umpiérrez   | Luciana Mascaraña Mónica Amboya           | Germán Delfino Nicolás Gallo Piero Maza Bráulio Machado                                                                                   | Edina Batista Alves Ivo Méndez |
| OFC           | Nick Waldron        | Isaac Trevis Jeremy Garae                 | |                                |
| UEFA          | Andreas Ekberg      | Mehmet Culum Stefan Hallberg              | Luis Godinho Ricardo de Burgos Bengoetxea Marco Di Bello Bartosz Frankowski Dennis Higler Paweł Raczkowski Craig Pawson Bibiana Steinhaus |                                |
| UEFA          | Srđan Jovanović     | Uros Stojković Milan Mihajlović           | Luis Godinho Ricardo de Burgos Bengoetxea Marco Di Bello Bartosz Frankowski Dennis Higler Paweł Raczkowski Craig Pawson Bibiana Steinhaus |                                |
| UEFA          | Georgi Kabakov      | Martin Margaritov Diyan Valkov            | Luis Godinho Ricardo de Burgos Bengoetxea Marco Di Bello Bartosz Frankowski Dennis Higler Paweł Raczkowski Craig Pawson Bibiana Steinhaus |                                |
| UEFA          | István Kovács       | Vasile Marinescu Mihai Artene             | Luis Godinho Ricardo de Burgos Bengoetxea Marco Di Bello Bartosz Frankowski Dennis Higler Paweł Raczkowski Craig Pawson Bibiana Steinhaus |                                |
| UEFA          | Andris Treimanis    | Haralds Gudermanis Aleksejs Spasjonnikovs | Luis Godinho Ricardo de Burgos Bengoetxea Marco Di Bello Bartosz Frankowski Dennis Higler Paweł Raczkowski Craig Pawson Bibiana Steinhaus |                                |

## Equipos participantes
En cursiva, los equipos debutantes en la Copa Mundial de Fútbol Sub-17. La selección inglesa no logró defender su título debido a que no pasó la fase de grupos de la clasificatoria europea.
| Clasificatorias | Clasificatorias | Clasificatorias | Clasificatorias | Clasificatorias | Clasificatorias |
| --------------- | --------------- | --------------- | --------------- | --------------- | --------------- |
| AFC             | CAF             | Concacaf        | Conmebol        | OFC             | UEFA            |

| Angola    | Chile          | Haití         | Nigeria       |
| Argentina | Corea del Sur  | Hungría       | Nueva Zelanda |
| Australia | Ecuador        | Islas Salomón | Países Bajos  |
| Brasil    | España         | Italia        | Paraguay      |
| Camerún   | Estados Unidos | Japón         | Senegal       |
| Canadá    | Francia        | México        | Tayikistán    |

## Sorteo
El sorteo se realizó el 11 de julio de 2019 en Zúrich, Suiza (sede de la FIFA). Los países de la misma confederación no se agruparon en el mismo grupo.
La distribución de los bombos es la siguiente:
| Bombo 1                                                | Bombo 2                                                               | Bombo 3                                            | Bombo 4                                               |
| ------------------------------------------------------ | --------------------------------------------------------------------- | -------------------------------------------------- | ----------------------------------------------------- |
| Brasil (anfitrión) México Nigeria Francia Japón España | Argentina Estados Unidos Nueva Zelanda Paraguay Ecuador Corea del Sur | Italia Camerún Australia Chile Canadá Países Bajos | Angola Haití Hungría Islas Salomón Senegal Tayikistán |

## Primera fase
- Los horarios corresponden a la hora de Brasil: (UTC-3).
- Leyenda: Pts: Puntos; PJ: Partidos jugados; PG: Partidos ganados; PE: Partidos empatados; PP: Partidos perdidos; GF: Goles a favor; GC: Goles en contra; Dif: Diferencia de goles.

### Grupo A
| Equipo        | Pts | PJ | PG | PE | PP | GF | GC | Dif |
| ------------- | --- | -- | -- | -- | -- | -- | -- | --- |
| Brasil        | 9   | 3  | 3  | 0  | 0  | 9  | 1  | 8   |
| Angola        | 6   | 3  | 2  | 0  | 1  | 4  | 4  | 0   |
| Nueva Zelanda | 3   | 3  | 1  | 0  | 2  | 2  | 5  | -3  |
| Canadá        | 0   | 3  | 0  | 0  | 3  | 2  | 7  | -5  |

| 26 de octubre de 2019, 17:00 | Brasil                                             | 4:1 (2:0) | Canadá           | Estadio Bezerrão, Gama                                      |                                                             |
|                              | Peglow 17' 46' · Franklin 45+1' (a.g.) · Veron 56' | Reporte   | Russell-Rowe 86' | Asistencia: 11 468 espectadores Árbitro(s): Srđan Jovanović | Asistencia: 11 468 espectadores Árbitro(s): Srđan Jovanović |

| 26 de octubre de 2019, 20:00 | Nueva Zelanda | 1:2 (0:1) | Angola                    | Estadio Bezerrão, Gama                           |                                                  |
| | Garbett 54'   | Reporte   | Zini 6' · Bark 60' (a.g.) | Asistencia: 553 espectadores Árbitro(s): Ma Ning | Asistencia: 553 espectadores Árbitro(s): Ma Ning |
| Primera victoria de Angola en la Copa Mundial Sub-17 de la FIFA, además Zini marcó el primer gol de Angola en la historia del mundial. |               |           |                           |                                                  |                                                  |

| 29 de octubre de 2019, 17:00                                                       | Angola                 | 2:1 (1:0) | Canadá           | Estadio Bezerrão, Gama                                   |                                                          |
|                                                                                    | Zini 31' · David 90+4' | Reporte   | Russell-Rowe 49' | Asistencia: 1232 espectadores Árbitra: Claudia Umpiérrez | Asistencia: 1232 espectadores Árbitra: Claudia Umpiérrez |
| Primera vez que Angola clasifica a octavos de final en un mundial de la categoría. |                        |           |                  |                                                          |                                                          |

| 29 de octubre de 2019, 20:00 | Brasil                                               | 3:0 (1:0) | Nueva Zelanda | Estadio Bezerrão, Gama                                    |                                                           |
|                              | Kaio Jorge 20' · Talles Magno 81' · Diego Rosa 90+1' | Reporte   |               | Asistencia: 14 158 espectadores Árbitro(s): Mario Escobar | Asistencia: 14 158 espectadores Árbitro(s): Mario Escobar |

| 1 de noviembre de 2019, 20:00 | Angola | 0:2 (0:0) | Brasil                       | Estadio Pedro Ludovico, Goiânia                          |                                                          |
|                               |        | Reporte   | Talles Magno 68' · Veron 77' | Asistencia: 8203 espectadores Árbitro(s): Andreas Ekberg | Asistencia: 8203 espectadores Árbitro(s): Andreas Ekberg |

| 1 de noviembre de 2019, 20:00 | Canadá | 0:1 (0:1) | Nueva Zelanda | Estadio Bezerrão, Gama                                        |                                                               |
|                               |        | Reporte   | Garbett 27'   | Asistencia: 1154 espectadores Árbitro(s): Mario Díaz de Vivar | Asistencia: 1154 espectadores Árbitro(s): Mario Díaz de Vivar |

### Grupo B
| Equipo    | Pts | PJ | PG | PE | PP | GF | GC | Dif |
| --------- | --- | -- | -- | -- | -- | -- | -- | --- |
| Nigeria   | 6   | 3  | 2  | 0  | 1  | 8  | 6  | 2   |
| Ecuador   | 6   | 3  | 2  | 0  | 1  | 7  | 6  | 1   |
| Australia | 4   | 3  | 1  | 1  | 1  | 5  | 5  | 0   |
| Hungría   | 1   | 3  | 0  | 1  | 2  | 6  | 9  | -3  |

| 26 de octubre de 2019, 17:00 | Nigeria                                           | 4:2 (1:2) | Hungría                 | Estadio Pedro Ludovico, Goiânia                     |                                                     |
|                              | Tijani 20' (pen.) 86' · Ibrahim 79' · Adeniyi 81' | Reporte   | Komáromi 3' · Major 28' | Asistencia: 944 espectadores Árbitro(s): Diego Haro | Asistencia: 944 espectadores Árbitro(s): Diego Haro |

| 26 de octubre de 2019, 20:00 | Ecuador                       | 2:1 (2:0) | Australia | Estadio Pedro Ludovico, Goiânia                         |                                                         |
|                              | Pluas 4' · Mlinaric 9' (a.g.) | Reporte   | Botic 90' | Asistencia: 337 espectadores Árbitro(s): Andreas Ekberg | Asistencia: 337 espectadores Árbitro(s): Andreas Ekberg |

| 29 de octubre de 2019, 17:00 | Nigeria          | 3:2 (1:1) | Ecuador                             | Estadio Pedro Ludovico, Goiânia                          |                                                          |
|                              | Sa'id 5' 85' 89' | Reporte   | Jinadu 10' (a.g.) · Mina 56' (pen.) | Asistencia: 311 espectadores Árbitro(s): Khamis Al-Marri | Asistencia: 311 espectadores Árbitro(s): Khamis Al-Marri |

| 29 de octubre de 2019, 20:00 | Australia                    | 2:2 (0:2) | Hungría                          | Estadio Pedro Ludovico, Goiânia                    |                                                    |
|                              | Botic 69' (pen.) · Watts 74' | Reporte   | Baráth 14' · Zuigéber 20' (pen.) | Asistencia: 233 espectadores Árbitro(s): Amin Omar | Asistencia: 233 espectadores Árbitro(s): Amin Omar |

| 1 de noviembre de 2019, 17:00 | Australia            | 2:1 (1:1) | Nigeria     | Estadio Bezerrão, Gama                                 |                                                        |
|                               | Botic 13' 54' (pen.) | Reporte   | Olawale 21' | Asistencia: 851 espectadores Árbitro(s): István Kovács | Asistencia: 851 espectadores Árbitro(s): István Kovács |

| 1 de noviembre de 2019, 17:00 | Hungría        | 2:3 (0:0) | Ecuador                           | Estadio Pedro Ludovico, Goiânia                  |                                                  |
|                               | Németh 50' 73' | Reporte   | Vite 66' · Mercado 68' · Mina 86' | Asistencia: 890 espectadores Árbitro(s): Ma Ning | Asistencia: 890 espectadores Árbitro(s): Ma Ning |

### Grupo C
| Equipo        | Pts | PJ | PG | PE | PP | GF | GC | Dif |
| ------------- | --- | -- | -- | -- | -- | -- | -- | --- |
| Francia       | 9   | 3  | 3  | 0  | 0  | 7  | 1  | 6   |
| Corea del Sur | 6   | 3  | 2  | 0  | 1  | 5  | 5  | 0   |
| Chile         | 3   | 3  | 1  | 0  | 2  | 5  | 6  | -1  |
| Haití         | 0   | 3  | 0  | 0  | 3  | 3  | 8  | -5  |

| 27 de octubre de 2019, 17:00 | Francia                         | 2:0 (0:0) | Chile | Estadio Hailé Pinheiro, Goiânia                       |                                                       |
|                              | Agoumé 63' (pen.) · Lihadji 64' | Reporte   |       | Asistencia: 1469 espectadores Árbitro(s): Iván Barton | Asistencia: 1469 espectadores Árbitro(s): Iván Barton |

| 27 de octubre de 2019, 20:00 | Corea del Sur      | 2:1 (2:0) | Haití      | Estadio Hailé Pinheiro, Goiânia                        |                                                        |
|                              | Eom 26' · Choi 41' | Reporte   | Sainte 88' | Asistencia: 1433 espectadores Árbitro(s): Víctor Gomes | Asistencia: 1433 espectadores Árbitro(s): Víctor Gomes |

| 30 de octubre de 2019, 17:00 | Corea del Sur | 1:3 (0:2) | Francia                                           | Estadio Hailé Pinheiro, Goiânia                          |                                                          |
|                              | Jeong 89'     | Reporte   | Kalimuendo-Muinga 17' · Pembele 42' · Lihadji 78' | Asistencia: 696 espectadores Árbitro(s): Adonai Escobedo | Asistencia: 696 espectadores Árbitro(s): Adonai Escobedo |

| 30 de octubre de 2019, 20:00 | Chile                                                | 4:2 (2:1) | Haití                             | Estadio Hailé Pinheiro, Goiânia                           |                                                           |
|                              | Rojas 11' · Ceneus 45' (a.g.) · Tapia 52' · Tati 89' | Reporte   | Jeanty 37' (pen.) · Jolicoeur 55' | Asistencia: 759 espectadores Árbitro(s): Andris Treimanis | Asistencia: 759 espectadores Árbitro(s): Andris Treimanis |

| 2 de noviembre de 2019, 17:00 | Chile    | 1:2 (1:2) | Corea del Sur      | Estadio Kléber Andrade, Cariacica                        |                                                          |
|                               | Oroz 41' | Reporte   | Paik 1' · Hong 30' | Asistencia: 4686 espectadores Árbitro(s): Georgi Kabakov | Asistencia: 4686 espectadores Árbitro(s): Georgi Kabakov |

| 2 de noviembre de 2019, 17:00 | Haití | 0:2 (0:0) | Francia               | Estadio Hailé Pinheiro, Goiânia                        |                                                        |
|                               |       | Reporte   | Rutter 78' (pen.) 79' | Asistencia: 1016 espectadores Árbitro(s): Nick Waldron | Asistencia: 1016 espectadores Árbitro(s): Nick Waldron |

### Grupo D
| Equipo         | Pts | PJ | PG | PE | PP | GF | GC | Dif |
| -------------- | --- | -- | -- | -- | -- | -- | -- | --- |
| Japón          | 7   | 3  | 2  | 1  | 0  | 4  | 0  | 4   |
| Senegal        | 6   | 3  | 2  | 0  | 1  | 7  | 3  | 4   |
| Países Bajos   | 3   | 3  | 1  | 0  | 2  | 5  | 6  | -1  |
| Estados Unidos | 1   | 3  | 0  | 1  | 2  | 1  | 8  | -7  |

| 27 de octubre de 2019, 17:00 | Estados Unidos | 1:4 (1:1) | Senegal                                            | Estadio Kléber Andrade, Cariacica                       |                                                         |
| | Busio 3'       | Reporte   | S. Faye 45+3' · Balde 72' · A. Faye 76' · Sarr 88' | Asistencia: 4266 espectadores Árbitro(s): István Kovács | Asistencia: 4266 espectadores Árbitro(s): István Kovács |
| Primera victoria de Senegal en la Copa Mundial Sub-17 de la FIFA, además Souleymane Faye marcó el primer gol de Senegal en la historia del mundial. |                |           |                                                    |                                                         |                                                         |

| 27 de octubre de 2019, 20:00 | Japón                                    | 3:0 (1:0) | Países Bajos | Estadio Kléber Andrade, Cariacica                             |                                                               |
|                              | Wakatsuki 36' 69' · Nishikawa 77' (pen.) | Reporte   |              | Asistencia: 5125 espectadores Árbitro(s): Mario Díaz de Vivar | Asistencia: 5125 espectadores Árbitro(s): Mario Díaz de Vivar |

| 30 de octubre de 2019, 17:00                                                        | Países Bajos | 1:3 (1:0) | Senegal                           | Estadio Kléber Andrade, Cariacica                      |                                                        |
|                                                                                     | Bannis 10'   | Reporte   | Sarr 46' 87' (pen.) · Balde 90+5' | Asistencia: 2492 espectadores Árbitro(s): Andrés Rojas | Asistencia: 2492 espectadores Árbitro(s): Andrés Rojas |
| Primera vez que Senegal clasifica a octavos de final en un mundial de la categoría. |              |           |                                   |                                                        |                                                        |

| 30 de octubre de 2019, 20:00 | Estados Unidos | 0:0     | Japón | Estadio Kléber Andrade, Cariacica                            |                                                              |
|                              |                | Reporte |       | Asistencia: 3878 espectadores Árbitro(s): Guillermo Guerrero | Asistencia: 3878 espectadores Árbitro(s): Guillermo Guerrero |

| 2 de noviembre de 2019, 20:00 | Países Bajos                              | 4:0 (1:0) | Estados Unidos | Estadio Hailé Pinheiro, Goiânia                     |                                                     |
|                               | Hansen 42' 51' · Taabouni 70' · Braaf 86' | Reporte   |                | Asistencia: 1305 espectadores Árbitro(s): Amin Omar | Asistencia: 1305 espectadores Árbitro(s): Amin Omar |

| 2 de noviembre de 2019, 20:00 | Senegal | 0:1 (0:0) | Japón         | Estadio Kléber Andrade, Cariacica                        |                                                          |
|                               |         | Reporte   | Nishikawa 83' | Asistencia: 5984 espectadores Árbitra: Claudia Umpiérrez | Asistencia: 5984 espectadores Árbitra: Claudia Umpiérrez |

### Grupo E
| Equipo     | Pts | PJ | PG | PE | PP | GF | GC | Dif |
| ---------- | --- | -- | -- | -- | -- | -- | -- | --- |
| España     | 7   | 3  | 2  | 1  | 0  | 7  | 1  | 6   |
| Argentina  | 7   | 3  | 2  | 1  | 0  | 6  | 2  | 4   |
| Tayikistán | 3   | 3  | 1  | 0  | 2  | 3  | 8  | -5  |
| Camerún    | 0   | 3  | 0  | 0  | 3  | 1  | 6  | -5  |

| 28 de octubre de 2019, 17:00 | España | 0:0     | Argentina | Estadio Kléber Andrade, Cariacica                           |                                                             |
|                              |        | Reporte |           | Asistencia: 6845 espectadores Árbitro(s): Christopher Beath | Asistencia: 6845 espectadores Árbitro(s): Christopher Beath |

| 28 de octubre de 2019, 20:00 | Tayikistán          | 1:0 (0:0) | Camerún | Estadio Kléber Andrade, Cariacica                      |                                                        |
|                              | Rahmatov 51' (pen.) | Reporte   |         | Asistencia: 5934 espectadores Árbitro(s): Nick Waldron | Asistencia: 5934 espectadores Árbitro(s): Nick Waldron |

| 31 de octubre de 2019, 17:00 | España                                                    | 5:1 (4:1) | Tayikistán          | Estadio Kléber Andrade, Cariacica                     |                                                       |
|                              | Valera 4' · Navarro 20' 64' · Moreno 35' · Larrubia 45+1' | Reporte   | Carrillo 37' (a.g.) | Asistencia: 1589 espectadores Árbitro(s): Iván Barton | Asistencia: 1589 espectadores Árbitro(s): Iván Barton |

| 31 de octubre de 2019, 20:00 | Camerún  | 1:3 (1:0) | Argentina                                | Estadio Kléber Andrade, Cariacica                         |                                                           |
|                              | Bere 10' | Reporte   | Flores 58' · Krilanovich 63' · Godoy 88' | Asistencia: 3521 espectadores Árbitro(s): Srđan Jovanović | Asistencia: 3521 espectadores Árbitro(s): Srđan Jovanović |

| 3 de noviembre de 2019, 17:00 | Camerún | 0:2 (0:2) | España                         | Estadio Bezerrão, Gama                                    |                                                           |
|                               |         | Reporte   | Escobar 21' · Ilaix Moriba 42' | Asistencia: 1415 espectadores Árbitro(s): Adonai Escobedo | Asistencia: 1415 espectadores Árbitro(s): Adonai Escobedo |

| 3 de noviembre de 2019, 17:00 | Argentina                  | 3:1 (1:0) | Tayikistán        | Estadio Kléber Andrade, Cariacica                        |                                                          |
|                               | Orozco 38' 78' · Godoy 89' | Reporte   | Soirov 81' (pen.) | Asistencia: 3419 espectadores Árbitro(s): Rédouane Jiyed | Asistencia: 3419 espectadores Árbitro(s): Rédouane Jiyed |

### Grupo F
| Equipo        | Pts | PJ | PG | PE | PP | GF | GC | Dif |
| ------------- | --- | -- | -- | -- | -- | -- | -- | --- |
| Paraguay      | 7   | 3  | 2  | 1  | 0  | 9  | 1  | 8   |
| Italia        | 6   | 3  | 2  | 0  | 1  | 8  | 3  | 5   |
| México        | 4   | 3  | 1  | 1  | 1  | 9  | 2  | 7   |
| Islas Salomón | 0   | 3  | 0  | 0  | 3  | 0  | 20 | -20 |

| 28 de octubre de 2019, 17:00 | Islas Salomón | 0:5 (0:3) | Italia                                                | Estadio Bezerrão, Gama                                  |                                                         |
|                              |               | Reporte   | Gnonto 24' 34' · Cudrig 29' · Tongya 75' · Capone 81' | Asistencia: 859 espectadores Árbitro(s): Rédouane Jiyed | Asistencia: 859 espectadores Árbitro(s): Rédouane Jiyed |

| 28 de octubre de 2019, 20:00 | Paraguay | 0:0     | México | Estadio Bezerrão, Gama                                  |                                                         |
|                              |          | Reporte |        | Asistencia: 710 espectadores Árbitro(s): Georgi Kabakov | Asistencia: 710 espectadores Árbitro(s): Georgi Kabakov |

| 31 de octubre de 2019, 17:00 | Islas Salomón | 0:7 (0:2) | Paraguay                                                                                 | Estadio Bezerrão, Gama                                |                                                       |
|                              |               | Reporte   | Noguera 3' · Segovia 43' · Torres 65' 89' · Presentado 68' · Barrios 78' · D. Duarte 88' | Asistencia: 571 espectadores Árbitro(s): Víctor Gomes | Asistencia: 571 espectadores Árbitro(s): Víctor Gomes |

| 31 de octubre de 2019, 20:00 | México        | 1:2 (0:0) | Italia                    | Estadio Bezerrão, Gama                               |                                                      |
|                              | Álvarez 90+2' | Reporte   | Gnonto 74' · Udogie 90+4' | Asistencia: 1611 espectadores Árbitro(s): Diego Haro | Asistencia: 1611 espectadores Árbitro(s): Diego Haro |

| 3 de noviembre de 2019, 20:00 | México                                                                    | 8:0 (3:0) | Islas Salomón | Estadio Kléber Andrade, Cariacica                      |                                                        |
|                               | Álvarez 2' 63' · A. Gómez 33' 80' · Puente 44' · Luna 58' 90' · Ávila 72' | Reporte   |               | Asistencia: 1916 espectadores Árbitro(s): Andrés Rojas | Asistencia: 1916 espectadores Árbitro(s): Andrés Rojas |

| 3 de noviembre de 2019, 20:00 | Italia    | 1:2 (1:1) | Paraguay                     | Estadio Bezerrão, Gama                                   |                                                          |
|                               | Pirola 3' | Reporte   | D. Duarte 37' · Quiñónez 52' | Asistencia: 824 espectadores Árbitro(s): Khamis Al-Marri | Asistencia: 824 espectadores Árbitro(s): Khamis Al-Marri |

### Mejores terceros
| Equipo        | Gr | Pts | PJ | PG | PE | PP | GF | GC | Dif |
| ------------- | -- | --- | -- | -- | -- | -- | -- | -- | --- |
| México        | F  | 4   | 3  | 1  | 1  | 1  | 9  | 2  | 7   |
| Australia     | B  | 4   | 3  | 1  | 1  | 1  | 5  | 5  | 0   |
| Chile         | C  | 3   | 3  | 1  | 0  | 2  | 5  | 6  | -1  |
| Países Bajos  | D  | 3   | 3  | 1  | 0  | 2  | 5  | 6  | -1  |
| Nueva Zelanda | A  | 3   | 3  | 1  | 0  | 2  | 2  | 5  | -3  |
| Tayikistán    | E  | 3   | 3  | 1  | 0  | 2  | 3  | 8  | -5  |

Criterios de desempate: 
- 1) Puntos
- 2) Diferencia de goles
- 3) Goles anotados
- 4) Fair Play
- 5) Por sorteo

Los emparejamientos de los octavos de final se definirán de la siguiente manera:
- Partido 1: 2.° del grupo A v 2.° del grupo C
- Partido 2: 1.° del grupo D v 3.° del grupo B/E/F
- Partido 3: 1.° del grupo B v 3.° del grupo A/C/D
- Partido 4: 1.° del grupo F v 2.° del grupo E
- Partido 5: 1.° del grupo C v 3.° del grupo A/B/F
- Partido 6: 1.° del grupo E v 2.° del grupo D
- Partido 7: 1.° del grupo A v 3.° del grupo C/D/E
- Partido 8: 2.° del grupo B v 2.° del grupo F

Los emparejamientos de los partidos 2, 4, 5 y 6 dependen de quienes sean los terceros lugares que se clasifiquen a los octavos de final. La siguiente tabla muestra las diferentes opciones para definir a los rivales de los ganadores de los grupos A, B, C y D.
     – Combinación que se dio en esta edición.
| Si los 4 mejores terceros son de los grupos: | El 1.° del grupo A juega con: | El 1.° del grupo B juega con: | El 1.° del grupo C juega con: | El 1.° del grupo D juega con: |
| -------------------------------------------- | ----------------------------- | ----------------------------- | ----------------------------- | ----------------------------- |
| A, B, C y D                                  | 3.° del grupo C               | 3.° del grupo D               | 3.° del grupo A               | 3.° del grupo B               |
| A, B, C y E                                  | 3.° del grupo C               | 3.° del grupo A               | 3.° del grupo B               | 3.° del grupo E               |
| A, B, C y F                                  | 3.° del grupo C               | 3.° del grupo A               | 3.° del grupo B               | 3.° del grupo F               |
| A, B, D y E                                  | 3.° del grupo D               | 3.° del grupo A               | 3.° del grupo B               | 3.° del grupo E               |
| A, B, D y F                                  | 3.° del grupo D               | 3.° del grupo A               | 3.° del grupo B               | 3.° del grupo F               |
| A, B, E y F                                  | 3.° del grupo E               | 3.° del grupo A               | 3.° del grupo B               | 3.° del grupo F               |
| A, C, D y E                                  | 3.° del grupo C               | 3.° del grupo D               | 3.° del grupo A               | 3.° del grupo E               |
| A, C, D y F                                  | 3.° del grupo C               | 3.° del grupo D               | 3.° del grupo A               | 3.° del grupo F               |
| A, C, E y F                                  | 3.° del grupo C               | 3.° del grupo A               | 3.° del grupo F               | 3.° del grupo E               |
| A, D, E y F                                  | 3.° del grupo D               | 3.° del grupo A               | 3.° del grupo F               | 3.° del grupo E               |
| B, C, D y E                                  | 3.° del grupo C               | 3.° del grupo D               | 3.° del grupo B               | 3.° del grupo E               |
| B, C, D y F                                  | 3.° del grupo C               | 3.° del grupo D               | 3.° del grupo B               | 3.° del grupo F               |
| B, C, E y F                                  | 3.° del grupo E               | 3.° del grupo C               | 3.° del grupo B               | 3.° del grupo F               |
| B, D, E y F                                  | 3.° del grupo E               | 3.° del grupo D               | 3.° del grupo B               | 3.° del grupo F               |
| C, D, E y F                                  | 3.° del grupo C               | 3.° del grupo D               | 3.° del grupo F               | 3.° del grupo E               |

## Segunda fase
|  | Octavos de final           | Octavos de final            |                             |       | Cuartos de final             | Cuartos de final             |                        |                        | Semifinales | Semifinales |  |  | Final | Final |
|  |                            |                             |                             |       |                              |                              |                        |                        |             |             |  |  |       |       |
|  | 5 de noviembre – Goiânia   |                             |                             |       |                              |                              |                        |                        |             |             |  |  |       |       |
|  |                            |                             |                             |       |                              |                              |                        |                        |             |             |  |  |       |       |
|  | Angola                     | 0                           |                             |       |                              |                              |                        |                        |             |             |  |  |       |       |
|  | Angola                     | 0                           | 10 de noviembre – Cariacica |       |                              |                              |                        |                        |             |             |  |  |       |       |
|  | Corea del Sur              | 1                           |                             |       |                              |                              |                        |                        |             |             |  |  |       |       |
|  | Corea del Sur              | 1                           | Corea del Sur               | 0     |                              |                              |                        |                        |             |             |  |  |       |       |
|  | 6 de noviembre – Gama      |                             | Corea del Sur               | 0     |                              |                              |                        |                        |             |             |  |  |       |       |
|  |                            | México                      | 1                           |       |                              |                              |                        |                        |             |             |  |  |       |       |
|  | Japón                      | México                      | 1                           | 0     |                              |                              |                        |                        |             |             |  |  |       |       |
|  | Japón                      |                             | 14 de noviembre – Gama      | 0     |                              |                              |                        |                        |             |             |  |  |       |       |
|  | México                     | 2                           |                             |       |                              |                              |                        |                        |             |             |  |  |       |       |
|  | México                     | 2                           | México (p.)                 | 1 (4) |                              |                              |                        |                        |             |             |  |  |       |       |
|  | 5 de noviembre – Goiânia   |                             | México (p.)                 | 1 (4) |                              |                              |                        |                        |             |             |  |  |       |       |
|  |                            | Países Bajos                | 1 (3)                       |       |                              |                              |                        |                        |             |             |  |  |       |       |
|  | Nigeria                    | Países Bajos                | 1 (3)                       | 1     |                              |                              |                        |                        |             |             |  |  |       |       |
|  | Nigeria                    | 10 de noviembre – Cariacica |                             | 1     |                              |                              |                        |                        |             |             |  |  |       |       |
|  | Países Bajos               | 3                           |                             |       |                              |                              |                        |                        |             |             |  |  |       |       |
|  | Países Bajos               | 3                           | Países Bajos                | 4     |                              |                              |                        |                        |             |             |  |  |       |       |
|  | 7 de noviembre – Cariacica |                             | Países Bajos                | 4     |                              |                              |                        |                        |             |             |  |  |       |       |
|  |                            | Paraguay                    | 1                           |       |                              |                              |                        |                        |             |             |  |  |       |       |
|  | Paraguay                   | Paraguay                    | 1                           | 3     |                              |                              |                        |                        |             |             |  |  |       |       |
|  | Paraguay                   |                             | 17 de noviembre – Gama      | 3     |                              |                              |                        |                        |             |             |  |  |       |       |
|  | Argentina                  | 2                           |                             |       |                              |                              |                        |                        |             |             |  |  |       |       |
|  | Argentina                  | 2                           | México                      | 1     |                              |                              |                        |                        |             |             |  |  |       |       |
|  | 6 de noviembre – Goiânia   |                             | México                      | 1     |                              |                              |                        |                        |             |             |  |  |       |       |
|  |                            | Brasil                      | 2                           |       |                              |                              |                        |                        |             |             |  |  |       |       |
|  | España                     | Brasil                      | 2                           | 2     |                              |                              |                        |                        |             |             |  |  |       |       |
|  | España                     | 11 de noviembre – Goiânia   |                             | 2     |                              |                              |                        |                        |             |             |  |  |       |       |
|  | Senegal                    | 1                           |                             |       |                              |                              |                        |                        |             |             |  |  |       |       |
|  | Senegal                    | 1                           | España                      | 1     |                              |                              |                        |                        |             |             |  |  |       |       |
|  | 6 de noviembre – Goiânia   |                             | España                      | 1     |                              |                              |                        |                        |             |             |  |  |       |       |
|  |                            | Francia                     | 6                           |       |                              |                              |                        |                        |             |             |  |  |       |       |
|  | Francia                    | Francia                     | 6                           | 4     |                              |                              |                        |                        |             |             |  |  |       |       |
|  | Francia                    |                             | 14 de noviembre – Gama      | 4     |                              |                              |                        |                        |             |             |  |  |       |       |
|  | Australia                  | 0                           |                             |       |                              |                              |                        |                        |             |             |  |  |       |       |
|  | Australia                  | 0                           | Francia                     | 2     |                              |                              |                        |                        |             |             |  |  |       |       |
|  | 7 de noviembre – Cariacica |                             | Francia                     | 2     |                              |                              |                        |                        |             |             |  |  |       |       |
|  |                            | Brasil                      | 3                           |       | Partido por el tercer puesto | Partido por el tercer puesto |                        |                        |             |             |  |  |       |       |
|  | Ecuador                    | Brasil                      | 3                           | 0     | Partido por el tercer puesto | Partido por el tercer puesto |                        |                        |             |             |  |  |       |       |
|  | Ecuador                    | 11 de noviembre – Goiânia   | 11 de noviembre – Goiânia   | 0     |                              |                              | 17 de noviembre – Gama | 17 de noviembre – Gama |             |             |  |  |       |       |
|  | Italia                     | 11 de noviembre – Goiânia   | 11 de noviembre – Goiânia   | 1     |                              |                              | 17 de noviembre – Gama | 17 de noviembre – Gama |             |             |  |  |       |       |
|  | Italia                     | Italia                      | 0                           | 1     | Países Bajos                 | 1                            |                        |                        |             |             |  |  |       |       |
|  | 6 de noviembre – Gama      | Italia                      | 0                           |       | Países Bajos                 | 1                            |                        |                        |             |             |  |  |       |       |
|  |                            | Brasil                      | 2                           |       | Francia                      | 3                            |                        |                        |             |             |  |  |       |       |
|  | Brasil                     | Brasil                      | 2                           | 3     | Francia                      | 3                            |                        |                        |             |             |  |  |       |       |
|  | Brasil                     |                             |                             | 3     |                              |                              |                        |                        |             |             |  |  |       |       |
|  | Chile                      | 2                           |                             |       |                              |                              |                        |                        |             |             |  |  |       |       |
|  | Chile                      | 2                           |                             |       |                              |                              |                        |                        |             |             |  |  |       |       |

### Octavos de final
| 5 de noviembre de 2019, 16:30 | Angola | 0:1 (0:1) | Corea del Sur | Estadio Pedro Ludovico, Goiânia                          |                                                          |
|                               |        | Reporte   | Choi 33'      | Asistencia: 390 espectadores Árbitro(s): Srđan Jovanović | Asistencia: 390 espectadores Árbitro(s): Srđan Jovanović |

| 5 de noviembre de 2019, 20:00 | Nigeria      | 1:3 (1:2) | Países Bajos             | Estadio Pedro Ludovico, Goiânia                        |                                                        |
|                               | Olusegun 12' | Reporte   | Hansen 4' 15' 80' (pen.) | Asistencia: 664 espectadores Árbitro(s): Mario Escobar | Asistencia: 664 espectadores Árbitro(s): Mario Escobar |

| 6 de noviembre de 2019, 16:30 | España                   | 2:1 (1:0) | Senegal     | Estadio Hailé Pinheiro, Goiânia                             |                                                             |
|                               | Navarro 27' · Valera 59' | Reporte   | S. Faye 85' | Asistencia: 483 espectadores Árbitro(s): Guillermo Guerrero | Asistencia: 483 espectadores Árbitro(s): Guillermo Guerrero |

| 6 de noviembre de 2019, 16:30 | Japón | 0:2 (0:0) | México                  | Estadio Bezerrão, Gama                             |                                                    |
|                               |       | Reporte   | Pizzuto 57' · Muñóz 74' | Asistencia: 545 espectadores Árbitro(s): Amin Omar | Asistencia: 545 espectadores Árbitro(s): Amin Omar |

| 6 de noviembre de 2019, 20:00 | Brasil                                      | 3:2 (2:2) | Chile        | Estadio Bezerrão, Gama                                       |                                                              |
|                               | Kaio Jorge 8' 45+2' (pen.) · Diego Rosa 65' | Reporte   | Cruz 25' 41' | Asistencia: 12 534 espectadores Árbitro(s): Andris Treimanis | Asistencia: 12 534 espectadores Árbitro(s): Andris Treimanis |

| 6 de noviembre de 2019, 20:00 | Francia                       | 4:0 (1:0) | Australia | Estadio Hailé Pinheiro, Goiânia                         |                                                         |
|                               | Mbuku 6' 74' 82' · Millot 87' | Reporte   |           | Asistencia: 814 espectadores Árbitra: Claudia Umpiérrez | Asistencia: 814 espectadores Árbitra: Claudia Umpiérrez |

| 7 de noviembre de 2019, 16:30 | Ecuador | 0:1 (0:0) | Italia        | Estadio Kléber Andrade, Cariacica                           |                                                             |
|                               |         | Reporte   | Oristanio 76' | Asistencia: 2014 espectadores Árbitro(s): Christopher Beath | Asistencia: 2014 espectadores Árbitro(s): Christopher Beath |

| 7 de noviembre de 2019, 20:00 | Paraguay                                     | 3:2 (0:2) | Argentina                | Estadio Kléber Andrade, Cariacica                        |                                                          |
|                               | Cano 59' (a.g.) · Torres 73' · D. Duarte 86' | Reporte   | Zeballos 27' · Godoy 42' | Asistencia: 3957 espectadores Árbitro(s): Georgi Kabakov | Asistencia: 3957 espectadores Árbitro(s): Georgi Kabakov |

### Cuartos de final
| 10 de noviembre de 2019, 16:30 | Países Bajos                                     | 4:1 (2:1) | Paraguay        | Estadio Kléber Andrade, Cariacica                         |                                                           |
|                                | Hoever 30' · Hansen 40' · Braaf 77' · Ünüvar 86' | Reporte   | D. Duarte 45+1' | Asistencia: 5882 espectadores Árbitro(s): Khamis Al-Marri | Asistencia: 5882 espectadores Árbitro(s): Khamis Al-Marri |

| 10 de noviembre de 2019, 20:00 | Corea del Sur | 0:1 (0:0) | México    | Estadio Kléber Andrade, Cariacica                    |                                                      |
|                                |               | Reporte   | Ávila 77' | Asistencia: 5087 espectadores Árbitro(s): Diego Haro | Asistencia: 5087 espectadores Árbitro(s): Diego Haro |

| 11 de noviembre de 2019, 16:30 | España    | 1:6 (1:2) | Francia                                                                            | Estadio Pedro Ludovico, Goiânia                         |                                                         |
|                                | Valera 9' | Reporte   | Kouassi 21' · Mbuku 36' · Lihadji 46' · Pembele 54' · Rutter 59' · Aouchiche 90+3' | Asistencia: 1049 espectadores Árbitro(s): István Kovács | Asistencia: 1049 espectadores Árbitro(s): István Kovács |

| 11 de noviembre de 2019, 20:00 | Italia | 0:2 (0:2) | Brasil                  | Estadio Pedro Ludovico, Goiânia                           |                                                           |
|                                |        | Reporte   | Patryck 6' · Peglow 40' | Asistencia: 8743 espectadores Árbitro(s): Adonai Escobedo | Asistencia: 8743 espectadores Árbitro(s): Adonai Escobedo |

### Semifinales
| 14 de noviembre de 2019, 16:30 | México                                                   | 1:1 (0:0) (4:3 p.)         | Países Bajos                                          | Estadio Bezerrão, Gama                                       |                                                              |
|                                | Álvarez 79'                                              | Reporte                    | Muñóz 74' (a.g.)                                      | Asistencia: 1122 espectadores Árbitro(s): Guillermo Guerrero | Asistencia: 1122 espectadores Árbitro(s): Guillermo Guerrero |
|                                |                                                          | Tiros desde el punto penal |                                                       |                                                              |                                                              |
|                                | Álvarez · Muñóz · A. Gómez · Pizzuto · J. Gómez · Guzmán |                            | Maatsen · Ünüvar · Taabouni · Braaf · Hansen · Regeer |                                                              |                                                              |

| 14 de noviembre de 2019, 20:00 | Francia                          | 2:3 (2:0) | Brasil                                  | Estadio Bezerrão, Gama                                  |                                                         |
|                                | Kalimuendo-Muinga 7' · Mbuku 13' | Reporte   | Kaio Jorge 62' · Veron 77' · Lázaro 89' | Asistencia: 13 587 espectadores Árbitro(s): Iván Barton | Asistencia: 13 587 espectadores Árbitro(s): Iván Barton |

### Tercer puesto
| 17 de noviembre de 2019, 15:00 | Países Bajos | 1:3 (1:1) | Francia                       | Estadio Bezerrão, Gama                                   |                                                          |
|                                | Taabouni 15' | Reporte   | Kalimuendo-Muinga 22' 54' 62' | Asistencia: 1232 espectadores Árbitro(s): Andreas Ekberg | Asistencia: 1232 espectadores Árbitro(s): Andreas Ekberg |

### Final
| 17 de noviembre de 2019, 19:00 | México       | 1:2 (0:0) | Brasil                               | Estadio Bezerrão, Gama                                       |                                                              |
|                                | González 66' | Reporte   | Kaio Jorge 84' (pen.) · Lázaro 90+3' | Asistencia: 13 843 espectadores Árbitro(s): Andris Treimanis | Asistencia: 13 843 espectadores Árbitro(s): Andris Treimanis |

|                           |
| Bandera de Brasil         |
| Campeón Brasil 4.º título |

## Estadísticas

### Tabla general

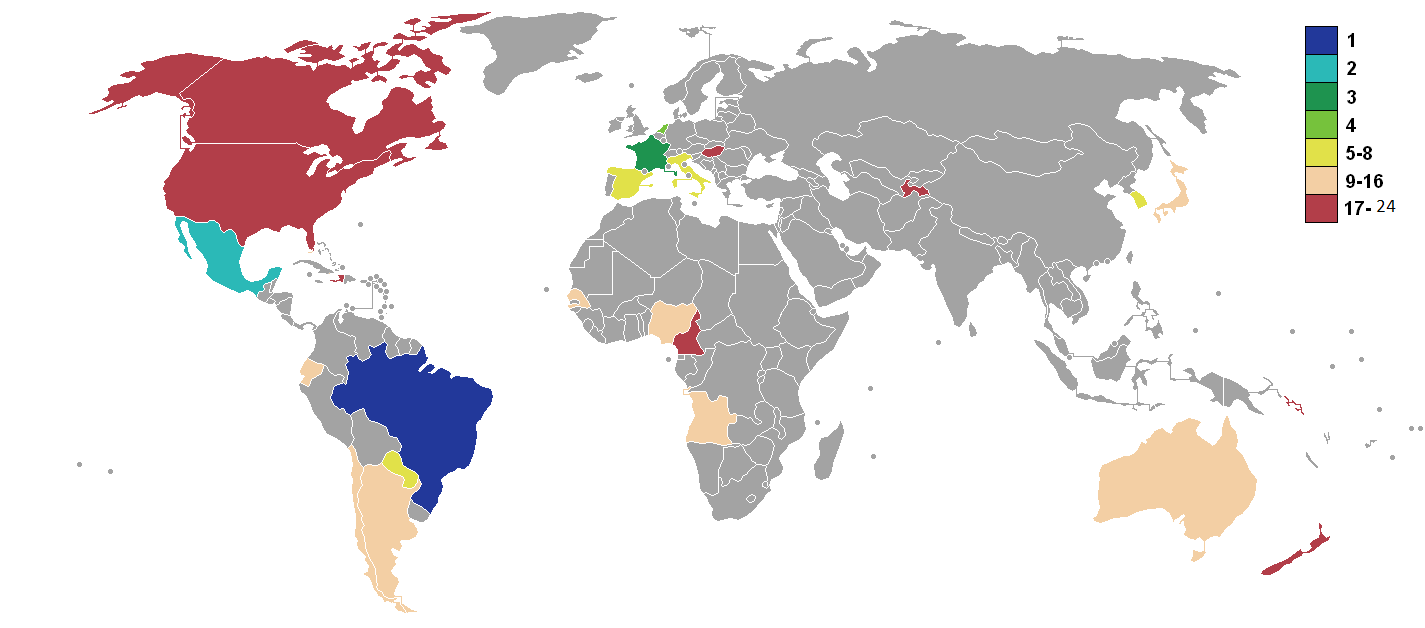
Mapa de los resultados de la Copa

| Equipo | Equipo         | Pts | PJ | PG | PE | PP | GF | GC | Dif | Rend |
| ------ | -------------- | --- | -- | -- | -- | -- | -- | -- | --- | ---- |
| 1      | Brasil         | 21  | 7  | 7  | 0  | 0  | 19 | 6  | +13 | 100% |
| 2      | México         | 11  | 7  | 3  | 2  | 2  | 14 | 5  | +9  | 52%  |
| 3      | Francia        | 18  | 7  | 6  | 0  | 1  | 22 | 6  | +16 | 86%  |
| 4      | Países Bajos   | 10  | 7  | 3  | 1  | 3  | 14 | 12 | +2  | 48%  |
| 5      | Paraguay       | 10  | 5  | 3  | 1  | 1  | 13 | 7  | +6  | 66%  |
| 6      | España         | 10  | 5  | 3  | 1  | 1  | 10 | 8  | +2  | 66%  |
| 7      | Italia         | 9   | 5  | 3  | 0  | 2  | 9  | 5  | +4  | 60%  |
| 8      | Corea del Sur  | 9   | 5  | 3  | 0  | 2  | 6  | 6  | 0   | 60%  |
| 9      | Argentina      | 7   | 4  | 2  | 1  | 1  | 8  | 5  | +3  | 58%  |
| 10     | Japón          | 7   | 4  | 2  | 1  | 1  | 4  | 2  | +2  | 58%  |
| 11     | Senegal        | 6   | 4  | 2  | 0  | 2  | 8  | 5  | +3  | 50%  |
| 12     | Nigeria        | 6   | 4  | 2  | 0  | 2  | 9  | 9  | 0   | 50%  |
| 13     | Ecuador        | 6   | 4  | 2  | 0  | 2  | 7  | 7  | 0   | 50%  |
| 14     | Angola         | 6   | 4  | 2  | 0  | 2  | 4  | 5  | -1  | 50%  |
| 15     | Australia      | 4   | 4  | 1  | 1  | 2  | 5  | 9  | -4  | 33%  |
| 16     | Chile          | 3   | 4  | 1  | 0  | 3  | 7  | 9  | -2  | 25%  |
| 17     | Nueva Zelanda  | 3   | 3  | 1  | 0  | 2  | 2  | 5  | -3  | 33%  |
| 18     | Tayikistán     | 3   | 3  | 1  | 0  | 2  | 3  | 8  | -5  | 33%  |
| 19     | Hungría        | 1   | 3  | 0  | 1  | 2  | 6  | 9  | -3  | 11%  |
| 20     | Estados Unidos | 1   | 3  | 0  | 1  | 2  | 1  | 8  | -7  | 11%  |
| 21     | Haití          | 0   | 3  | 0  | 0  | 3  | 3  | 8  | -5  | 0%   |
| 22     | Canadá         | 0   | 3  | 0  | 0  | 3  | 2  | 7  | -5  | 0%   |
| 23     | Camerún        | 0   | 3  | 0  | 0  | 3  | 1  | 6  | -5  | 0%   |
| 24     | Islas Salomón  | 0   | 3  | 0  | 0  | 3  | 0  | 20 | -20 | 0%   |

### Goleadores
| Jugador                  | Selección    | Goles | Minutos | Asistencias |
| ------------------------ | ------------ | ----- | ------- | ----------- |
| Sontje Hansen            | Países Bajos | 6     | 528     | 3           |
| Nathanaël Mbuku          | Francia      | 5     | 487     | 1           |
| Kaio Jorge               | Brasil       | 5     | 559     | 1           |
| Arnaud Kalimuendo-Muinga | Francia      | 5     | 422     | 0           |
| Efraín Álvarez           | México       | 4     | 399     | 2           |
| Diego Duarte             | Paraguay     | 4     | 282     | 1           |
| Noah Botic               | Australia    | 4     | 360     | 0           |

### Autogoles
| Jugador         | Selección     | Rival        | Autogoles |
| --------------- | ------------- | ------------ | --------- |
| Kobe Franklin   | Canadá        | Brasil       | 1         |
| Anton Mlinaric  | Australia     | Ecuador      | 1         |
| Harry Bark      | Nueva Zelanda | Angola       | 1         |
| Daniel Jinadu   | Nigeria       | Ecuador      | 1         |
| Woodbens Ceneus | Haití         | Chile        | 1         |
| Álvaro Carrillo | España        | Tayikistán   | 1         |
| Lautaro Cano    | Argentina     | Paraguay     | 1         |
| Santiago Muñóz  | México        | Países Bajos | 1         |

## Premios y reconocimientos

### Bota de Oro
La Bota de Oro se entrega al goleador del torneo.
| Premio         |                | Jugador         | Selección    | Goles |
| -------------- | -------------- | --------------- | ------------ | ----- |
| Bota de Oro    | Bota de Oro    | Sontje Hansen   | Países Bajos | 6     |
| Bota de Plata  |                | Nathanaël Mbuku | Francia      | 5     |
| Bota de Bronce | Bota de Bronce | Kaio Jorge      | Brasil       | 5     |

### Balón de Oro
El Balón de Oro es para el mejor futbolista del torneo. 
| Premio          |                 | Jugador         | Selección |
| --------------- | --------------- | --------------- | --------- |
| Balón de Oro    | Balón de Oro    | Gabriel Veron   | Brasil    |
| Balón de Plata  | Balón de Plata  | Adil Aouchiche  | Francia   |
| Balón de Bronce | Balón de Bronce | Eugenio Pizzuto | México    |

### Guante de Oro
El Guante de Oro es para el mejor arquero del torneo.
| Premio        |               | Jugador         | Selección |
| ------------- | ------------- | --------------- | --------- |
| Guante de Oro | Guante de Oro | Matheus Donelli | Brasil    |

### Premio Fair Play
El Premio Fair Play de la FIFA distingue al equipo con el mejor registro disciplinario de la competición. 
| Selección |
| Ecuador   |
| --------- |